# Fusil Lorenz
El Lorenz fue un fusil de avancarga austríaco empleado a mediados del siglo XIX. Fue empleado en varios conflictos europeos, así como principalmente en la guerra de Secesión.

## Historia
El Lorenz fue diseñado por el teniente del Ejército austriaco Joseph Lorenz. Fue aprobado para entrar en producción en 1854, siendo la primera arma austriaca nueva en décadas. La demanda por el fusil fue más grande que la capacidad de producción de los arsenales estatales, por lo que la mayor parte de los fusiles fueron producidos por empresas privadas. Muchas de estas empresas no tenían la experiencia y precisión necesarias para producir un fusil de diseño muy moderno y sofisticado para la época, por lo cual la calidad de los fusiles Lorenz variaba mucho. Los diámetros de los cañones también variaban un poco debido al insuficiente control de las tolerancias permitidas. Esto dejaba un espacio bastante grande entre la bala y las estrías del ánima del cañón, produciendo un pobre desempeño.
Reemplazando al anterior fusil Augustin, el Lorenz fue distribuido a los soldados austriacos en 1855. A pesar de su superioridad respecto al Augustin, el Lorenz padeció de un lento suministro y a veces era empleado ineficazmente debido al prevalente conservadurismo en lo que a tácticas y entrenamiento respecta. Para 1859, cuando estalló la Segunda Guerra de la Independencia Italiana, no todas las unidades del Ejército austríaco habían sido equipadas con el nuevo fusil.

## Detalles de diseño
El Lorenz era un fusil de avancarga con llave de percusión, siendo muy parecido a los fusiles Enfield Modelo 1853 y Springfield Modelo 1861. Tenía un cañón de 952,5 mm (37,5 pulgadas), que era sujetado al guardamanos por tres abrazaderas. Su calibre era de 13,7 mm (.54), que era ligeramente más pequeño que el del Enfield y el Springfield (15 mm)
Su culata estaba hecha de madera de haya, o a veces de nogal. El Lorenz podía tener alzas fijas o plegables.
Disparaba una bala maciza que no tomaba tan bien las estrías del ánima como las balas de base cóncava tipo Minié.[cita requerida] Esta bala maciza, combinada con diámetros del cañón irregulares, contribuyó al mediocre e inconsistente desempeño de los fusiles Lorenz.
El fusil montaba una bayoneta de cubo con púa cuadrangular. 

## Historial de combate
El Lorenz fue empleado en combate por primera vez en 1859 en la segunda guerra de la Independencia italiana. Posteriormente fue empleado en los Balcanes.
Además fue el tercer fusil más empleado durante la guerra de Secesión. La Unión compró 226.924 fusiles y la Confederación 100.000. Los Lorenz confederados fueron ampliamente utilizados por el Ejército del Tennessee en 1863-1864, muchos de éstos siendo suministrados para reequipar a los regimientos capturados en el Sitio de Vicksburg y más tarde intercambiados. En el Ejército de la Unión, las armas de fuego europeas fueron principalmente distribuidas a los ejércitos occidentales, por lo que el Lorenz era bastante inusual en el Ejército del Potomac (aunque dos regimientos de la famosa Brigada de Hierro estaban equipados con este fusil), pero fue ampliamente utilizado por el Ejército del Cumberland y el Ejército del Tennessee.
La calidad de los fusiles Lorenz durante la guerra de Secesión fue muy variable; algunos eran considerados de fina calidad (especialmente los producidos por el Arsenal de Viena) y a veces alabados como superiores al Enfield; otros, especialmente aquellos de las últimas compras a empresas privadas, fueron descritos como horrendos tanto por su diseño como por su condición, por lo que muchas de estas armas de mala calidad fueron intercambiadas en el campo de batalla por los Enfield o Springfield cada vez que uno estuviese disponible. Un buen número de los fusiles Lorenz habían sido empleados durante la segunda guerra de la independencia italiana, por lo cual estaban desgastados y en malas condiciones cuando llegaron a Estados Unidos.
En la guerra de Secesión, los fusiles Lorenz disparaban las balas calibre .54 diseñadas para el fusil Modelo 1841 "Mississippi". Estas eran distintas a las balas fabricadas en Austria y pueden haber contribuido a la inefectividad de las armas. Muchos fusiles fueron recalibrados para disparar las balas calibre .58 del Springfield, que también causó problemas, ya que el Lorenz fue diseñado para disparar una bala con base plana en lugar de la bala Minié con base cóncava. El alza del fusil no estaba graduada según el sistema inglés empleado en Estados Unidos, sino según el sistema austriaco, lo que dificultaba a los soldados apuntar y disparar con precisión. La inadecuada limpieza de los fusiles también pudo haber causado problemas. Aunque los manuales del Ejército austriaco describían el uso y mantenimiento adecuado del fusil Lorenz, ninguno fue traducido al inglés.
El Lorenz Modelo 1854 original fue reemplazado en el Ejército austriaco por el mejorado Lorenz Modelo 1862; estos fueron empleados en la guerra austro-prusiana. 
Los fusiles Lorenz fueron el principal armamento austriaco durante la guerra austro-prusiana, donde por lo general fueron superados por los fusiles de cerrojo prusianos Dreyse.
El Imperio austrohúngaro modificó unos 70.000 fusiles Lorenz a retrocarga, creando el Wänzl hasta que contó con suficientes fusiles Werndl-Holub M1867 para equipar al Ejército.
También los prusianos, que habían capturado grandes cantidades de fusiles Lorenz, modificaron aproximadamente 35.599 fusiles a cerrojo y los designó como Zündnadel-Defensionsgewehr Ö/M (M1854/II System Lorenz). Estos fueron empleados por las unidades del Landwehr en la guerra franco-prusiana.
A finales del siglo XIX, los fusiles Lorenz sobrantes fueron vendidos en África como armas de intercambio.

## Variantes
El Lorenz fue producido en tres variantes distintas, diseñadas para combate a corto, medio y largo alcance. La versión de corto alcance, que era la más común, tenía un estriado con menor tasa de rotación y le faltaban los mecanismos de puntería de largo alcance. La versión de medio alcance tenía un estriado con mayor tasa de rotación y mecanismos de puntería de largo alcance ajustables. La versión de largo alcance tenía un estriado con la mayor tasa de rotación, así como mecanismos de puntería con ajustes más finos. Esta última versión solamente estaba destinada para su empleo por unidades de élite.
Este fusil también fue producido en dos modelos distintos, el Modelo 1854 y el Modelo 1862. El segundo tenía una llave de percusión distinta, que se parecía más a la empleada en el Enfield. Los fusiles Modelo 1862 también tuvieron una fabricación más consistente.
Muchos fusiles Lorenz comprados por el Ejército de la Unión durante la guerra de Secesión fueron recalibrados a 15 mm, para que puedan utilizar la misma munición que los fusiles Enfield y Springfield. Los fusiles recalibrados padecieron la misma falta de consistencia que tenían antes de su modificación. Los Lorenz confederados no fueron recalibrados.
El acabado de los fusiles variaba. Algunos fueron pavonados, otros tostados y algunos tenían sus piezas metálicas pulidas.

## Usuarios
- Imperio austríaco
- Bolivia[5]
- Estados Confederados de América
- Estados Unidos
- Francia[12]
- Perú

### Entidades no estatales
- Camisas rojas[13]